# Adenanthos dobagii
Adenanthos dobagii es un arbusto la familia Proteaceae. Crece a unos escasos 50 cm de alto, con pequeñas hojas plateadas y flores rosadas o crema muy pequeñas, de unos 11 mm. Es endémica solo en el suroeste de Australia, donde se encuentra en el parque nacional Fitzgerald River en la costa sur.